# 涂治
涂治（1901年7月1日—1976年3月30日），字策三，男，湖北黄陂人，中国农学家，一级教授。第一至四届全国政协委员、第四届全国人大代表。

## 生平
涂治出生于湖北省黄陂县东乡涂家湾。1916年，毕业于黄陂县望鲁高小。同时，考取清华学校，1924年毕业。随后赴美国明尼苏达大学研究生院学习生物学。1929年获美国明尼苏达大学研究生院博士学位。同年回国，任岭南大学副教授。1930年，任省立河南大学农学系副教授。1934年升为教授，并且担任河南大学农学院院长。1930年代初，他支持了农学系青年教员刘葆庆的小麦育种试验，将自己在美国读博士期间得到的小麦优良品种资料提供给刘葆庆。
在担任河南大学教授的十年中，他发表学术论文35篇，出版著作2部，开创了现代农业技术的推广应用，较早提出在河南省大面积推广农业机械。1934年任院长后，他专设河南大学现代农业技术推广处，并且在河南大学农学院的培养方案中强调本科生必须掌握一两种现代农业技术。他支持学生的抗日爱国行动，并投身到斗争中。河南大学提供的文章称，期间，涂治秘密参加了中国共产党，成为河南大学教授中极少的中国共产党地下党员之一。他常年将自己一半月薪交给中共河南大学党支部。
1940年，涂治被中共中央派到新疆农学院担任院长，负责中国共产党交给的新疆上层统一战线工作。1948年，因遭人举报，他遭政府迫害一年，被关押后受到各种酷刑，始终不屈服。后来在中国共产党的营救下获释，继续任新疆农学院院长，为促进新疆和平解放发挥了很大作用，因此后来获得中国人民解放军西北野战军政治部颁发的“毛泽东奖章”和“人民功臣章”（有称“西北解放纪念章”）。
1949年8月，扎巴依喀勒山空难发生，赴北平参加中国人民政治协商会议第一届全体会议的新疆代表团全体人员遇难。消息传到新疆之后，新疆三区最后决定再派出三位代表：赛福鼎（阿合买提江·哈斯木离开后新疆三区的实际负责人），阿里木江·哈肯巴也夫（塔城副专员），涂治（迪化新疆学院副院长）。9月15日，三人顺利抵达北平，赶上了中国人民政治协商会议第一届全体会议召开。新疆省人民政府成立后，涂治任新疆省人民政府委员会委员兼农林厅厅长。
1950年1月15日，中共迪化市委发展涂治、禹占林等人加入中国共产党，成为迪化市发展的第一批中国共产党党员。参与组建中国人民解放军新疆八一农学院（今新疆农业大学）。在1952年到1970年担任首任院长期间，他撰写并翻译出版了数十万字的农业科技专著及丛书，撰写了数十篇推广现代农业技术的学术论文，为新疆生产建设兵团培养了许多农业科技人才，使新疆维吾尔自治区的农牧业及农业机械化水平都大幅提高。截至1974年，新疆生产建设兵团已经开发农田1100万亩，建起160多个机械化程度比较高的国营农场，新疆的农业机械化水平在全中国处于领先地位。
1955年，涂治当选中国科学院学部委员，兼任中国农业科学院学术委员会委员。1956年，当选中国共产党新疆维吾尔自治区委员会委员。他担任中国人民解放军新疆八一农学院教授、院长，中国科学院新疆分院第一副院长，新疆农业科学院院长。1976年秋，涂治逝世，享年75岁。

### 注
1. ↑  中华人民共和国农业部涂治同志事迹中为1901年8月出生，卒于1976年3月